# NGC 2986
NGC 2986 is een elliptisch sterrenstelsel in het sterrenbeeld Waterslang. Het hemelobject werd op 10 maart 1785 ontdekt door de Duits-Britse astronoom William Herschel.

## Synoniemen
- ESO 566-5
- MCG -3-25-19
- UGCA 178
- PGC 27885